# نورمان لونغ
نورمان لونغ (بالهولندية: Norman Long)‏ هو عالم إنسان هولندي، ولد في 1936.